# Маркош Сена
Маркош Антонио Сена да Силва (на португалски: Marcos Antônio Senna da Silva, произнася се най-близко до Маркуш Антониу Сена да Силва) е бивш бразилски футболист с испанско гражданство. Най-известен като полузащитник за Виляреал и Националния отбор на Испания. Роден е на 17 юли 1976 година в Сао Пауло, Бразилия.

## Клубна кариера
След като в началото на своята кариера се състезава за редица различни бразилски футболни клубове, през 2002 г. Сена преминава в испанския Виляреал и дава своя принас за класиране на полуфиналите в Шампионската лига.
На 27 април 2008 Сена вкарва гол от центъра в кръг от Примера Дивисион срещу Бетис, а след края на двубоя заявява, че това е „най-красивия гол в кариерата му“.

## Международна кариера
В началото на 2006 г. Сена получава испанско гражданство и е поканен в Националния отбор на Испания за СП 2006, както и за.
На Евро 2008 в 1/4 финала Сена вкарва третото попадение за Испания срещу Италия, за победата с 4:2. Попада в „Идеалния отбор“ на УЕФА за Евро 2008. А някои журналисти определят Сена като играч на турнира.

## Отличия
Коринтианс
- Кампеонато Паулища – 1999
- Серия А – 1999
- Световно клубно първенство – 2000

 Виляреал
- Интертото – 2003, 2004

 Ню Йорк Космос
- Северноамериканска футболна лига – 2013, 2015

 Испания
- Европейски шампион – 2008